# Cumbre Presidencial por la Amazonía
La Cumbre Presidencial por la Amazonía se realizó el 6 de septiembre de 2019 en la ciudad de Leticia, Colombia. La reunión se realizó luego que varios países están siendo afectados por incendios forestales en la Amazonia.
En el evento participaron los presidentes de Bolivia, Evo Morales; Colombia, Iván Duque; Ecuador, Lenín Moreno; y de Perú, Martín Vizcarra. El presidente de Brasil, Jair Bolsonaro participó a través de una videoconferencia. Asistieron a la cumbre en representación de Brasil, el canciller Ernesto Araújo; el vicepresidente de Surinam, Michael Adhin, y el ministro de Recursos Naturales de Guyana, Raphael Trotman.

## Presidentes

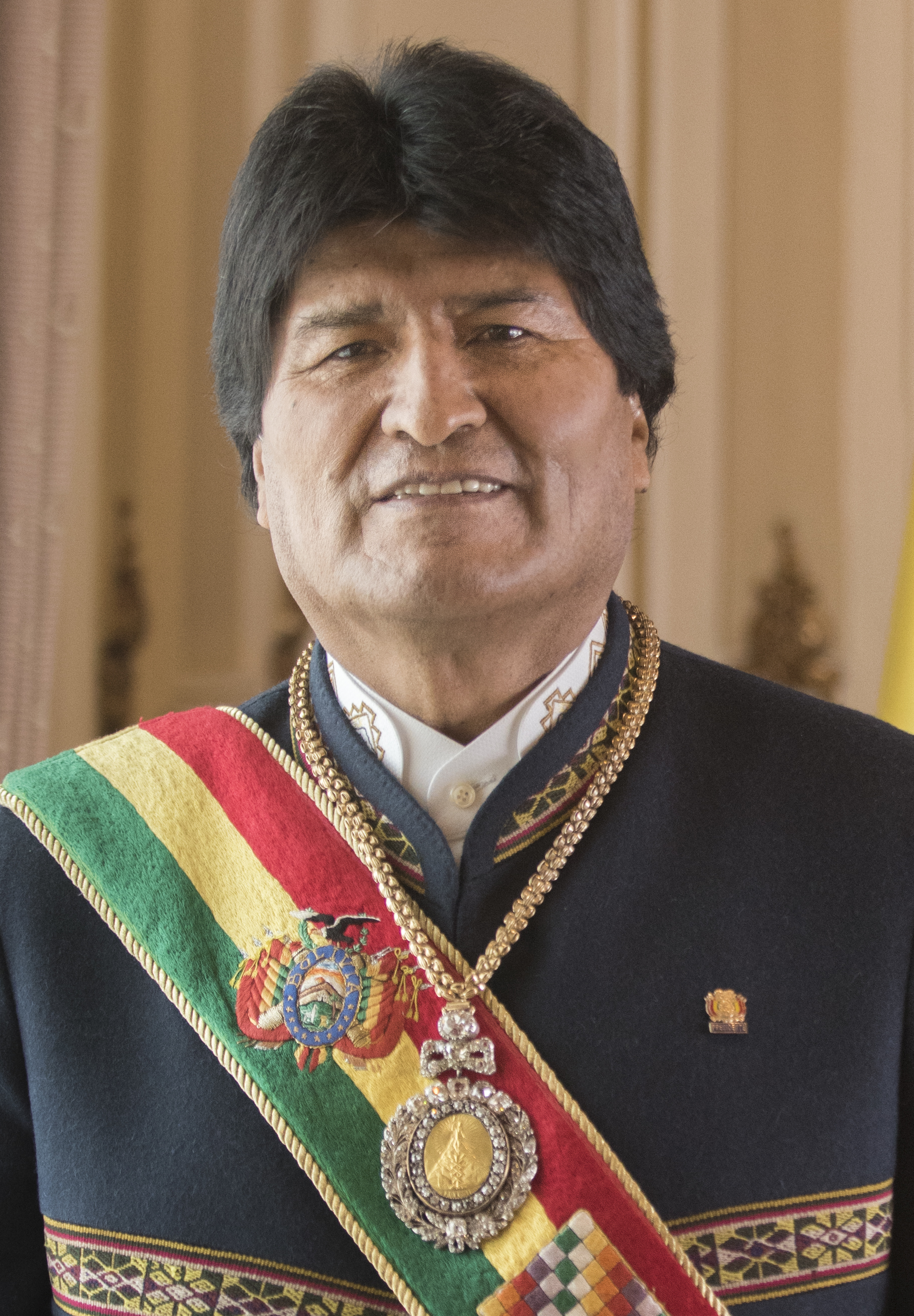
Presidente de Bolivia Evo Morales
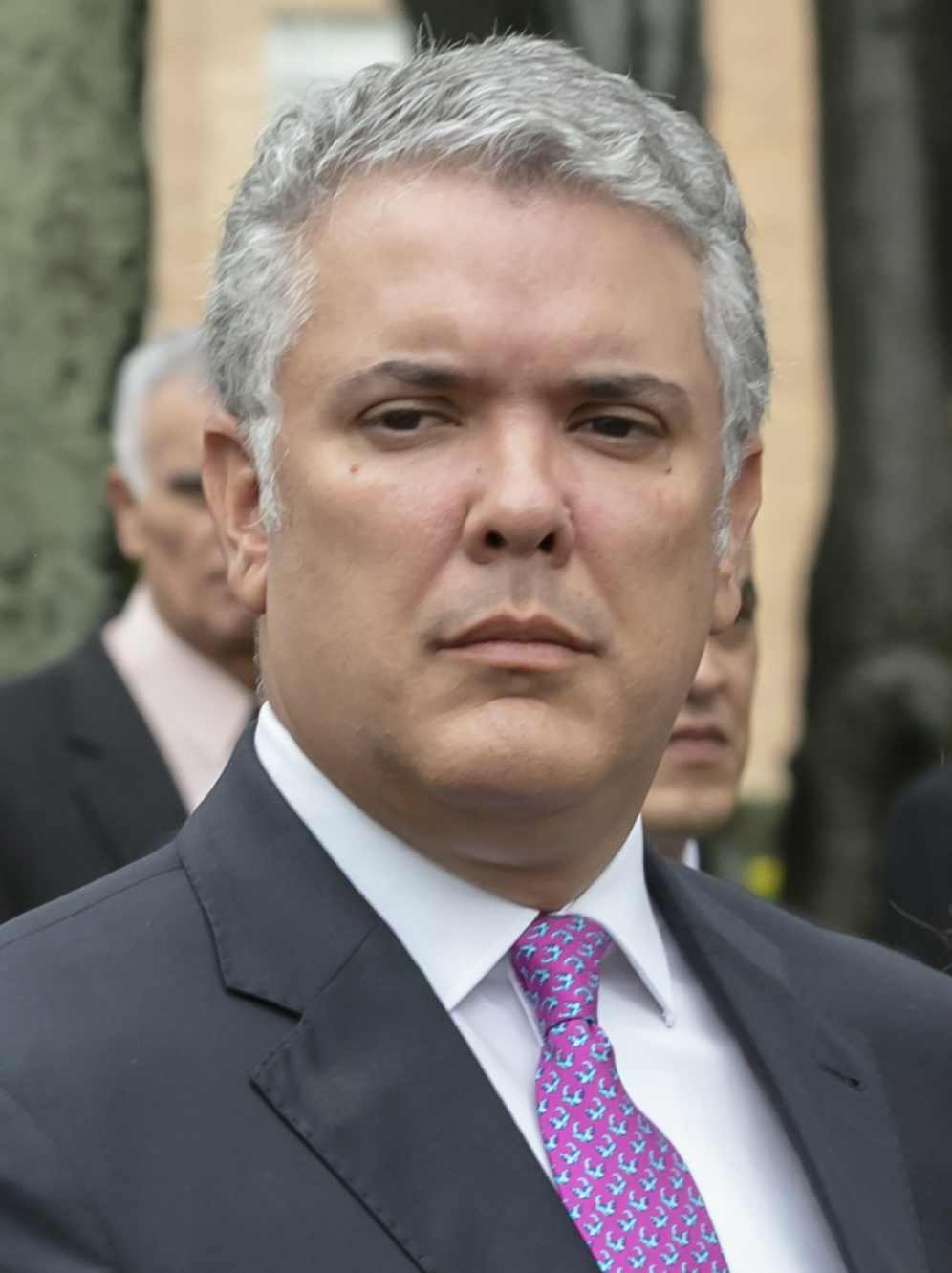
Presidente de Colombia Iván Duque Márquez
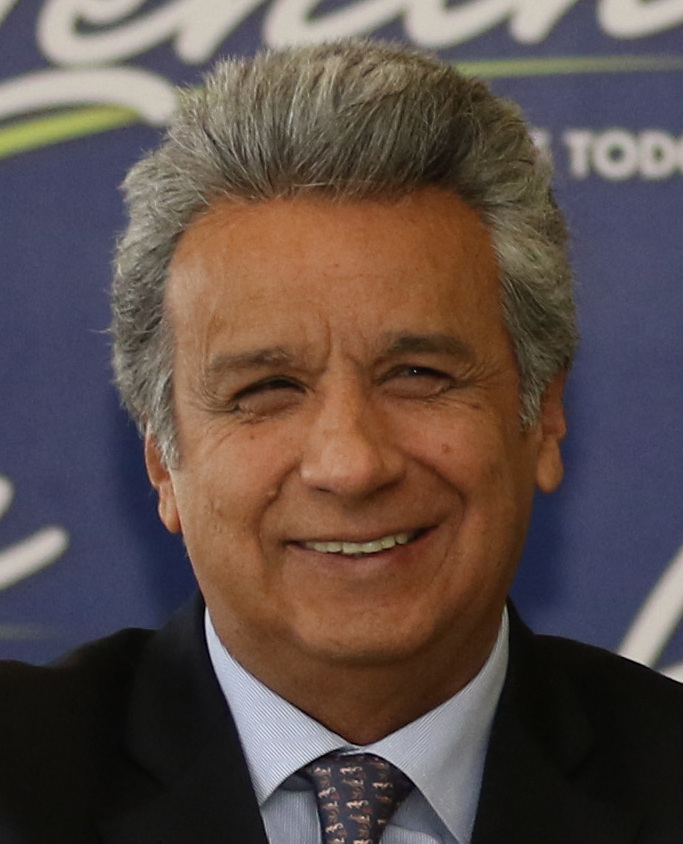
Presidente de Ecuador Lenín Moreno
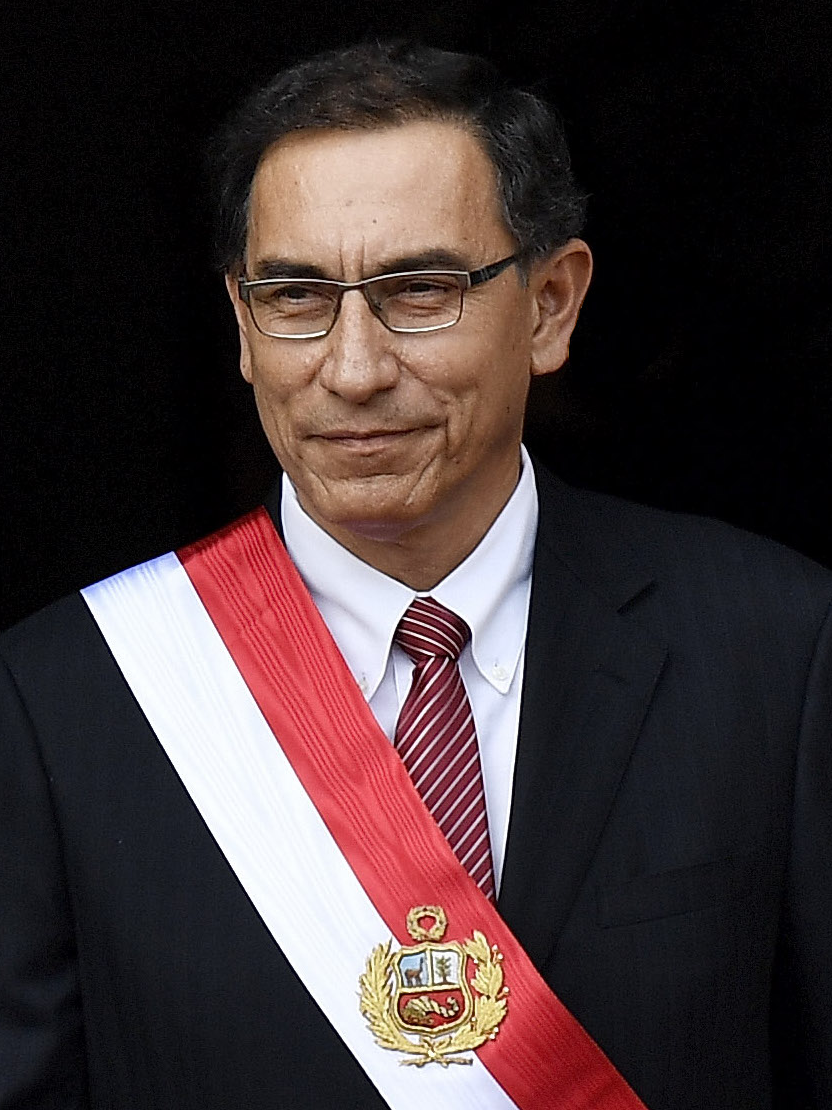
Presidente del Perú Martín Vizcarra

## Pacto de Leticia
Se firmó el Pacto de Leticia en el que se asumen varios compromisos referidos a la preservación y uso sostenible de recursos naturales y la biodiversidad, la creación de una red para enfrentar desastres, así como fomentar iniciativas para recuperación de los ecosistemas afectados por incendios forestales y actividades ilegales y promover los mecanismos financieros para la implementación de los compromisos suscritos.